# Altemene
Altemene (in greco antico: Ἀλθαιμένης) è una figura della mitologia greca, figlio di Catreo, re di Creta e discendente di Minosse.
Catreo aveva avuto quattro figli: tre femmine (Erope, Climene e Apemosine), e un maschio, Altemene. Altemene, avendo appreso dall'oracolo di Delfi che suo padre sarebbe stato ucciso da un figlio, dubitando della sorella Apemosine che era stata violentata da Ermes, la uccise. Per le altre due sorelle trovò una soluzione più facile: le diede in sposa a principi stranieri e le mandò via da Creta. 
Secondo un'altra versione fu Catreo ad allontanare i propri figli da lui e, mentre Altemene e Apemosine salparono per l'isola di Rodi, con le altre due non ebbe contatti per molto tempo.
Quando Catreo si accorse di essere prossimo alla morte e di essere senza eredi, si recò a Rodi alla ricerca di Altemene. Giuntovi nottetempo, i suoi Cretesi vennero scambiati dagli indigeni per pirati e furono attaccati. Altemene, credendo di trovarsi di fronte a nemici, da lontano scagliò un giavellotto che colpì il padre, uccidendolo. Quando Altemene si accorse di avere ucciso suo padre, pregò gli dei che gli dessero la morte: subito dopo, il giovane fu inghiottito dalla terra.